# Nagano-Autobahn
Die Nagano-Autobahn (jap. 長野自動車道, Nagano Jidōshadō) ist eine regionale Autobahn in der Präfektur Nagano auf der japanischen Hauptinsel Honshū. Sie bildet das nördliche Teilstück der E19. Sie zweigt am Dreieck Okaya von der Chūō-Autobahn ab und führt über Matsumoto nach Nagano, wo sie am Dreieck Kōshoku auf die Jōshin’etsu-Autobahn trifft.
Zwischen dem Dreieck Okaya und der Anschlussstelle Azumino wird sie von NEXCO Naka-Nihon und zwischen der Anschlussstelle Azumino und dem Dreieck Kōshoku von NEXCO Higashi-Nihon betrieben.
Die Nagano-Autobahn wurde zwischen 1986 und 1993 gebaut. Sie verbindet die Städte Nagano (Haupt- und größte Stadt der Präfektur) und Matsumoto (zweitgrößte Stadt der Präfektur) direkt miteinander und schließt letztere an das japanische Autobahnnetz an. Durch die direkte Verbindung an die Chūō-Autobahn wird der Raum Matsumoto mit den Metropolregionen Tokio und Nagoya verbunden. Ferner ist sie bedeutend für den Fernverkehr von Nagoya nach Niigata.

## Anschlussstellen (Interchange)
Okaya (1) – Shiojiri (2) – Shiojiri-Kita (3) – Matsumoto (4) – Azumino (5) – Omi (6) – Kōshoku (7)

## Verlauf
- Präfektur Nagano
  - Okaya – Shiojiri – Matsumoto – Azumino – Chikuhoku – Omi – Chikuma